# Thomas Gaal

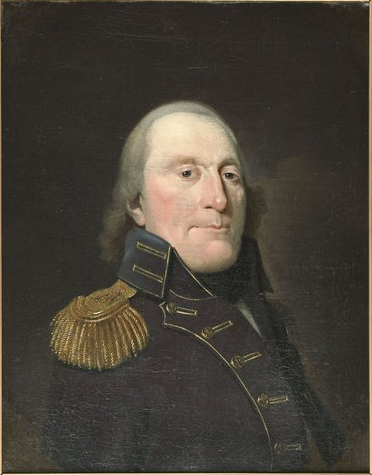
Porträt des Uilke Barends

Thomas Gaal (* 9. Juli 1739 in Dendermonde; † 16. Juli 1817 in Middelburg) war ein Maler mit schottischen Wurzeln. Er spezialisierte sich auf Tapetenmalerei und Porträts.

## Leben und Werke
Gaal war der Sohn des George Gael of Gaal, einem Offizier im englischen Dienst. Dieser hatte sich nach seinem Abschied in Delft niedergelassen. Sein Sohn begann dort eine Ausbildung als Lehrling bei einem Tapetenmaler. Nach seiner Übersiedlung nach Middelburg trat er am 12. Dezember 1764 in die Malergilde ein; 1778 gründete er zusammen mit anderen Künstlern die Middelburger Zeichenakademie, die er einige Zeit als Direktor leitete. Gaal gründete später eine Tapetenfabrik, in der Tapeten mit Landschaften, Blumen und Vögeln produziert wurden.
Thomas Gaal war der Vater des Malers Pieter Gaal und der Großvater des Malers und Radierers Jacobus Cornelis Gaal. Zu seinen Schülern gehörten Simon de Koster, Johannes Hermanus Koekkoek, Jacob Perkois, Andries Vermeulen und Cornelis Zwigtman.